# Andreu de Cesarea
Andreu de Cesarea (Ἀνδρέας) fou bisbe de Cesarea de Capadòcia vers l'any 500. Va escriure un comentari sobre l'Apocalipsi, que incloïa en el cànon tot i els dubtes d'alguns teòlegs, i un treball titulat Therapeutica Spiritualis.